# Ferrovia elettrica dei Tatra
La ferrovia elettrica dei Tatra (in slovacco: Tatranská elektrická železnica), colloquialmente chiamata ferrovia dei Tatra è una ferrovia a scartamento ridotto a singolo binario elettrificata che sorge sulla parte slovacca dei Monti Tatra. Consiste di due parti unite nella stazione di Starý Smokovec:
- Poprad - Starý Smokovec - Štrbské Pleso (29,1 km)
- Starý Smokovec - Tatranská Lomnica (5,9 km)

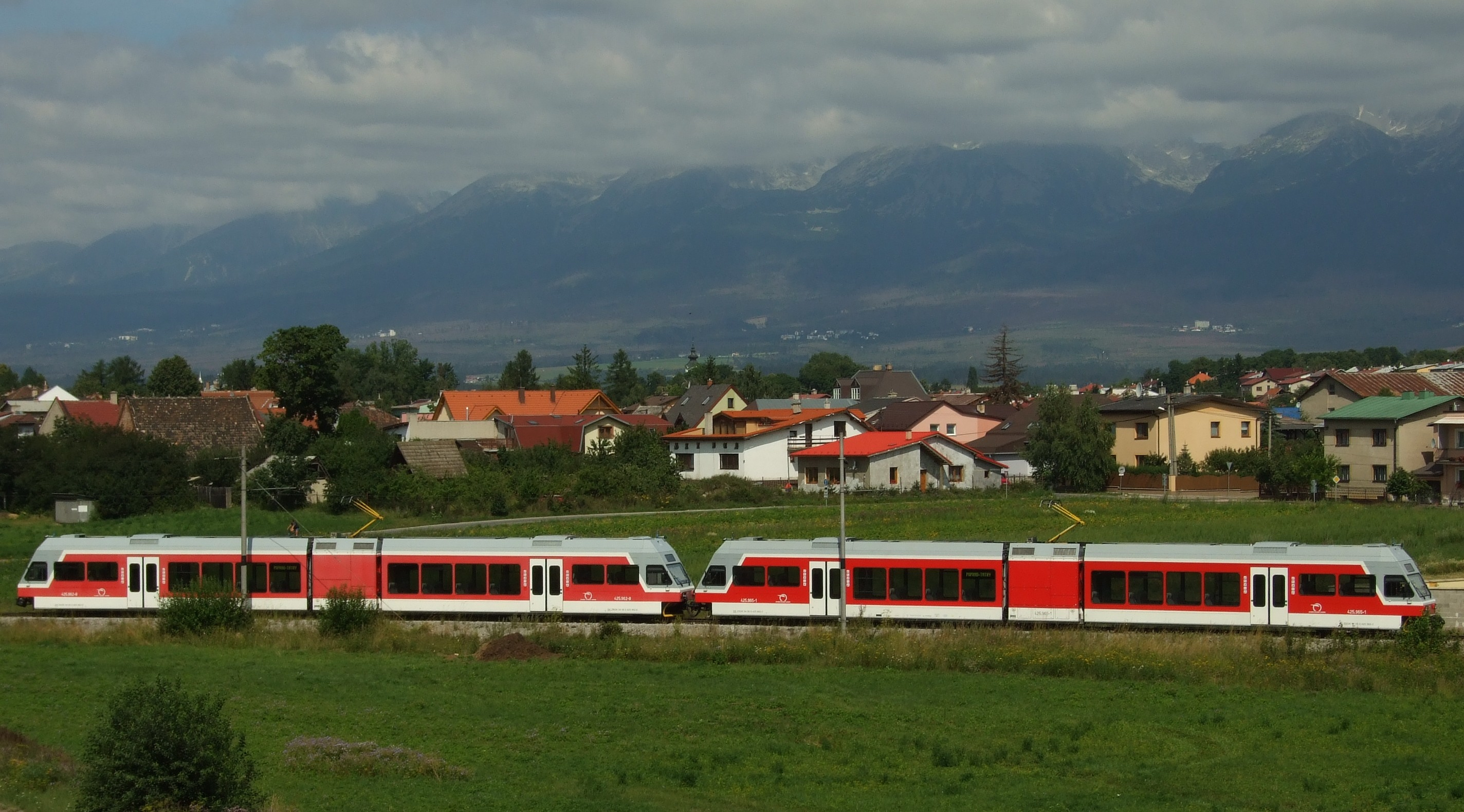
Moderni elettrotreni di costruzione Schweizerische Lokomotiv- und Maschinenfabrik

## Storia
Il completamento della ferrovia Košice-Bohumín nel 1871 e della Poprad-Kežmarok nel 1892, rese più agevole l'accesso alla regione degli Alti Tatra e iniziarono a giungere anche i turisti, che necessitavano di rapidi spostamenti di merci. Nel 1896 fu costruita una ferrovia da Štrbské Pleso a Štrba.
Infine fu deciso di collegare Poprad a Starý Smokovec mediante una ferrovia a scartamento ridotto elettrificata. La costruzione iniziò nel 1906 e il tracciato fu aperto al traffico ferroviario nel 1908. La tratta da Starý Smokovec a Tatranská Lomnica fu aperta nel 1911 e la parte finale da Starý Smokovec a Štrbské Pleso nel 1912. La ferrovia era utilizzata sia per il trasporto passeggeri che per il trasporto merci.
Nel 1948 la ferrovia fu nazionalizzata e, dal 1950 al 1992, gestita dalle Ferrovie dello Stato cecoslovacche; dal 1993, in seguito alla divisione della Cecoslovacchia, passò alle Ferrovie della Repubblica slovacca.
Nella seconda metà degli anni sessanta, la ferrovia subì grandi cambiamenti, durante i preparativi per i Campionati mondiali di sci nordico del 1970; venne soppresso il servizio merci e da allora in poi effettuato solo il servizio passeggeri.
All'inizio del XXI secolo i vecchi treni degli anni sessanta furono sostituiti con nuovi treni, dal design differente, di costruzione svizzera SLM.

## Percorso
|  |  |  | Unknown route-map component "STR+r" |

| Head station |  | Head station | Station on track |  |

| Stop on track |  | Stop on track | One way leftward |  |

| Stop on track |  | Stop on track |  |  |

| Stop on track |  | Stop on track |  |  |

| Stop on track |  | Stop on track |  |  |

| One way leftward | Transverse track | Unknown route-map component "ABZg+r" |  |  |

|  |  | Station on track |

|  |  | Stop on track |

|  |  | Stop on track |

|  |  | Stop on track |

|  |  | Stop on track |

|  |  | Stop on track |

|  |  | Stop on track |

|  |  | Station on track |

|  |  | Stop on track |

| Unknown route-map component "STR+r" |  | End station | Head station |  |

| Station on track | Unknown route-map component "KHSTaq" | Transverse track | One way rightward |  |

| One way leftward |

## Galleria d'immagini

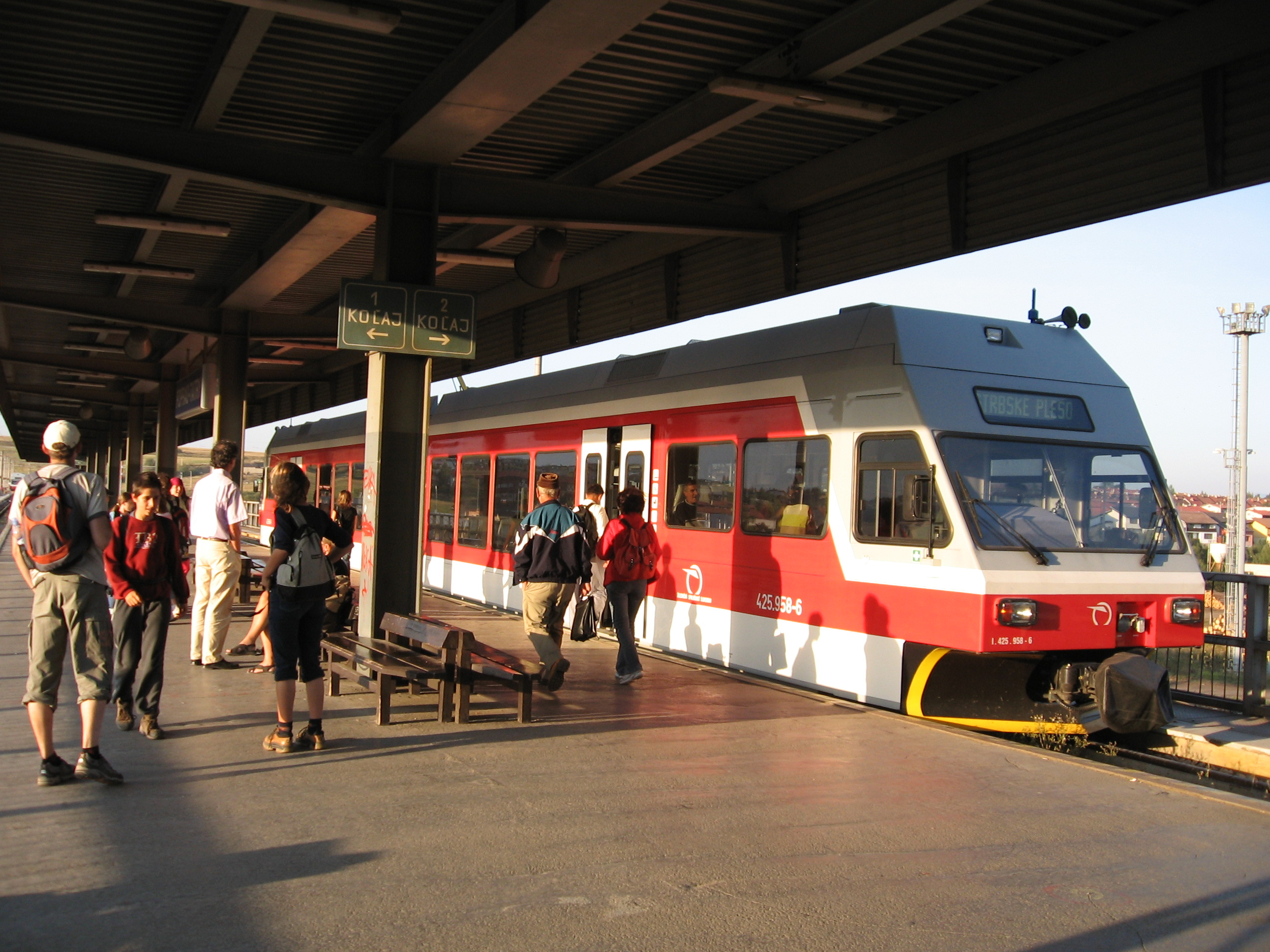
Ferrovia dei Tatra a Poprad
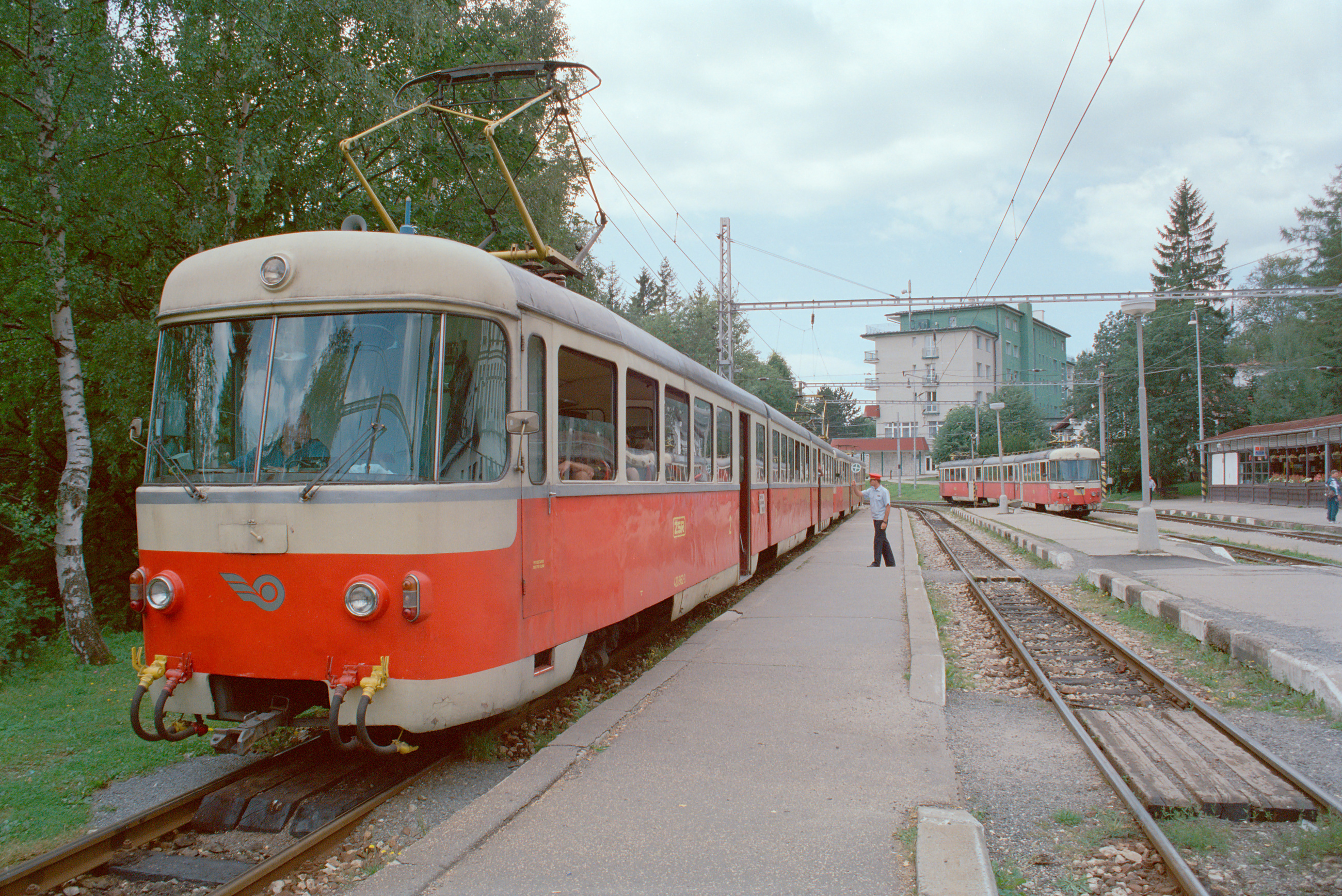
Stazione a Starý Smokovec, con treni vecchio modello
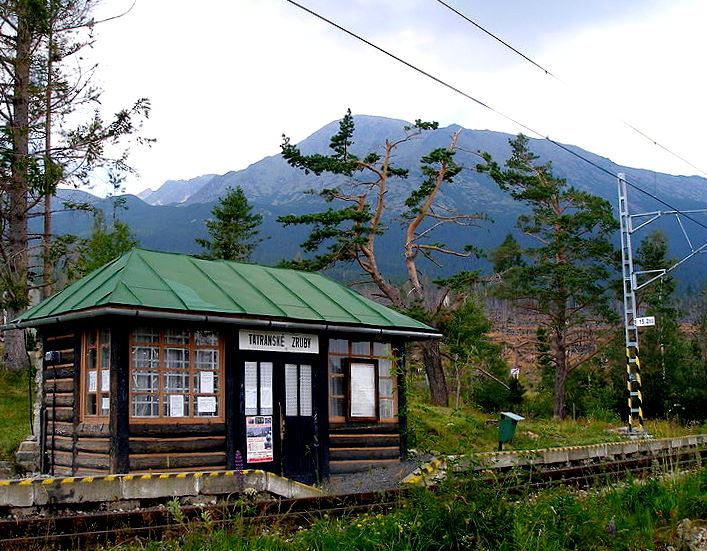
Fermata di Tatranské Zruby
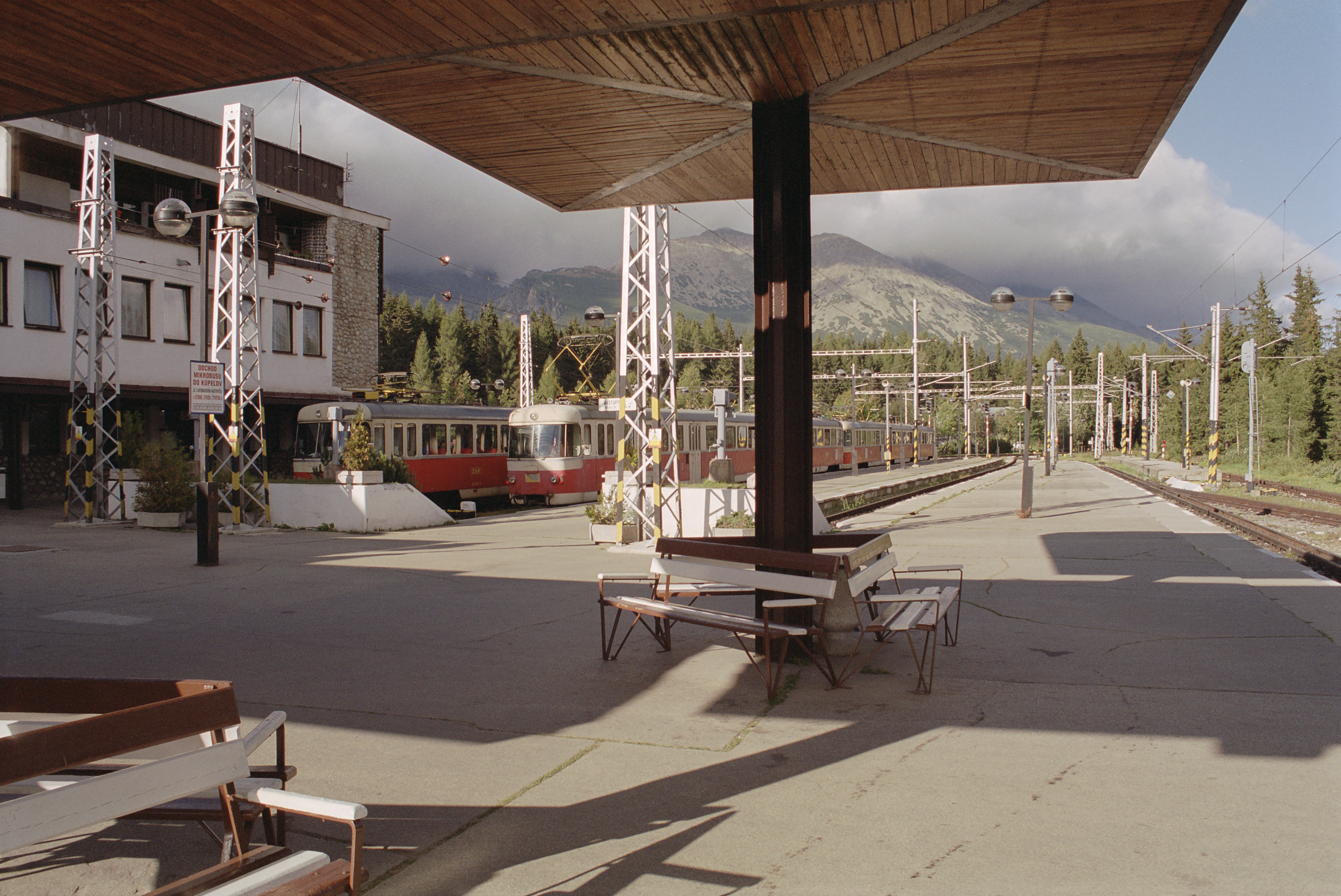
Stazione di Štrbské Pleso, punto di transizione tra la ferrovia elettrica dei Tatra e la ferrovia Štrbské Pleso - Štrba rack